# Charles P. Brown
Charles Pershing Brown (* 11. Januar 1918 in McAlester, Pittsburg County, Oklahoma; † 1988 in Lawton, Comanche County, Oklahoma) war ein Generalmajor der United States Army.

## Leben
Charles Brown besuchte die öffentlichen Schulen seiner Heimat einschließlich der High School. Über das ROTC-Programm der University of Oklahoma gelangte er im Jahr 1940 in das Offizierskorps des US-Heeres. Dort wurde er als Leutnant der Feldartillerie zugeteilt. In der Armee durchlief er anschließend alle Offiziersränge vom Leutnant bis zum Zwei-Sterne-General.
Im Lauf seiner militärischen Karriere absolvierte Brown verschiedene Kurse und Schulungen. Dazu gehörten unter anderem der Field Artillery Officer Basic Course, der Field Artillery Officer Advanced Course, das Command and General Staff College und das United States Army War College. Außerdem erhielt er einen akademischen Grad von der New York University.
Während des Zweiten Weltkriegs war er auf dem asiatischen Kriegsschauplatz eingesetzt. Dort kommandierte er das 649. Feldartilleriebataillon. Dann war er Stabsoffizier beim XIV. Korps auf den Philippinen. Später gehörte er bis 1947 den amerikanischen Besatzungstruppen in Japan an. Nach einigen anderen Verwendungen wurde er Stabsoffizier in einem NATO-Hauptquartier in Norwegen. Es folgten Stationierungen in Fort Sill in Oklahoma. Er kommandierte die 214. und dann die 52. Artillery Group. Anfang der 1960er Jahre gehörte er drei Jahre lang dem Stab des Heeresministeriums an.
Im weiteren Verlauf wurde er zum Stab der 1. Kavalleriedivision nach Südkorea versetzt. Dort war er in den Monaten Juni bis August 1963 deren kommissarischer Kommandeur. Anschließend kehrte er nach Fort Sill zurück, wo er bis 1965 dem Stab der dort ansässigen Army Artillery and Missile School angehörte. Danach wurde er zum Stab des United States Continental Army Commands versetzt. Anschließend wurde er als Director of Army Budget Office Abteilungsleiter der Haushaltsverwaltung der Armee. Im Juli 1967 erhielt er das Kommando über den Militärstützpunkt Fort Sill.
Im Jahr 1970 wurde er im Vietnamkrieg eingesetzt, wo er die First Field Force kommandierte. Danach war er Militärberater bei den Friedensverhandlungen über Vietnam in Paris. Schließlich wurde er zum Kommandeur des U.S. Army Test and Evaluation Commands in der Forschungs- und Entwicklungseinrichtung Aberdeen Proving Ground ernannt. Im Jahr 1975 schied er aus dem aktiven Militärdienst aus.
Nach seiner Pensionierung war Charles Brown für die Cameron University in Lawton in Oklahoma tätig. Dort stieg er bis zum Vizepräsidenten der Universität auf. Er starb im Jahr 1988 in Lawton.

## Orden und Auszeichnungen
Charles Brown erhielt im Lauf seiner militärischen Laufbahn unter anderem folgende Auszeichnungen:
- Legion of Merit
- Bronze Star Medal
- Asiatic-Pacific Campaign Medal
- American Campaign Medal
- American Defense Service Medal
- Army Commendation Medal
- World War II Victory Medal
- Occupational Medal